# Iodio (singolo)
Iodio è un singolo dei Bluvertigo del 1995 estratto dall'album Acidi e basi.
Del brano è stato realizzato anche un video musicale.

## Tracce
1. Iodio
2. Storiamedievale (ambient version)
3. Iodio (hypno mix)